# Agachon (pêche)
Pour les articles homonymes, voir Agachon.

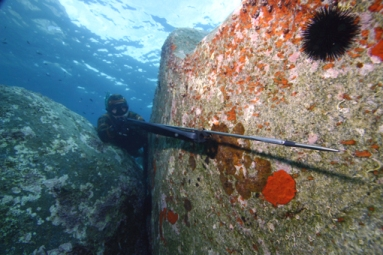
Chasseur sous-marin à l'agachon

Un agachon est un poste d'affût sous-marin sur lequel le pêcheur reste en apnée statique avant de tirer.

## Méthode
Le chasseur sous-marin en apnée se camoufle en utilisant le relief, les algues pour surprendre le poisson. Cette technique exige de celui-ci une grande discrétion. L'agachon est utilisé en particulier pour les poissons de pleine eau ou de fond.

## Étymologie
Le terme agachon est un terme provençal (en graphie occitane : agácho), signifiant littéralement aguet. Il vient du bas-latin gachare : faire le guet.